# ويليام كلويس (جراح)
ويليام كلويس الأكبر (1543 أو 1544 – 1604) هو جراح إنجليزي. نشر تقارير حالات دعا فيها إلى استخدام المساحيق والمراهم. ونشر أيضًا أحد التقارير الأولى في اللغة الإنجليزية حول رد كسور عظمة الفخذ.

## حياته
ويليام كلويس هو ابن توماس وحفيد نيكولاس كلويس، كلاهما من كينغزبيري، وركشير. تعلم الجراحة عندما كان متدربًا لدى جورج كيبل، وهو جراح من لندن، لكنه لم يكن عضوًا في كلية الجراحين الملكية في إنجلترا. بدأ كلويس ممارسة الجراحة في عام 1563 وعمل جراحًا في الجيش بقيادة أمبروز دادلي، إيرل واريك الثالث، في فرنسا، وخلال البعثة بدأ صداقته الطويلة مع جون بانيستر.
بعد بعثة لو هافر، عمل كلويس عدة سنوات في القوات البحرية واستقر بعد ذلك في لندن نحو عام 1569. في 8 نوفمبر من ذلك العام، انتسب إلى كلية الجراحين الملكية بإنجلترا. مارس المهنة بنجاح، وصحب ذلك خيبات أمل أحيانًا، وقد حدث عندما اشتكى رجل في عام 1573 من أن علاج كلويس لزوجته كان فاشلًا وحصل على تعويض  بمقدار عشرين شلنًا من كلويس. في مارس 1575، عُين في الطاقم الجراحي في مستشفى سانت بارثولوميو وأصبح جراحًا بشكل كامل في عام 1581. أصبح أيضًا جراحًا في مستشفى كريست، ووفر في أعماله اللاحقة تفاصيل عن ممارسته في كلتا المؤسستين. في سانت بارثولوميو، قدم مَسْحوق رَقوء سبب تخشرًا أقل من الذي يسببه مسحوق توماس غيل، وبذلك حل محله.
في مايو 1585، استقال من منصب الجراحة في سانت بارثولوميو، بعد أن أُمر بالذهاب إلى البلدان المنخفضة بصحبة روبرت دادلي، إيرل ليستر الأول. في كتاب المزاولة المثبتة، يوفر كلويس تفاصيل حول بعثته، ويذكر أن الجراحين السيئين قتلوا أكثر مما فعل العدو، رغم ذلك، لم يفشل والسيد غودراوس في أي حالة من جروح الطلقات النارية عدا أولئك المصابين بطلقات مميتة على الفور. كان حاضرًا في الميدان أثناء إصابة السير فيليب سيدني بجروح؛ لكن من المرجح أن سيدني تلقى مساعدة جراحية من كبير جراحين ممن أشاد بهم كلويس، وهو السيد غودراوس. امتلك كلويس أفكارًا حول عمل الإسعاف، وملاحظات حول صنع جبائر ممتازة من الأغماد. تعلم ما يمكنه من كل عضو في مهنته، سواء كان إنجليزيًا أو أجنبيًا، وبالتجربة؛ في آرنم، حاول بنجاح صنع مرهم لجروح الرماح بطول سبع بوصات.
عاد كلويس إلى لندن بعد هذه الحرب، وفي 8 يوليو 1588 عُين مساعدًا لمجلس كلية الجراحين الملكية، وخدم بعدها مباشرة في الأسطول الذي هزم الأرمادا الإسبانية. احتفظ بعلبة الجراحة العسكرية الخاصة به، وهراوة قائده الرثة على غطاء العلبة، لكنه لم يُدعَ للخدمة في الحرب مجددًا، وبعد تعيينه جراحًا للملكة وإمضائه بضع سنوات في مزاولة المهنة بنجاح، تقاعد وانتقل إلى منزل ريفي في بليستو، إسكس. توفي في عام 1604، قبل بدء شهر أغسطس. نجح في تسليم بعض نفوذ المجلس لابنه ويليام كلويس الأصغر، والذي عُين جراحًا لهنري فريدريك، أمير ويلز بعد وفاة والده ببضع سنوات.                           

## أعماله

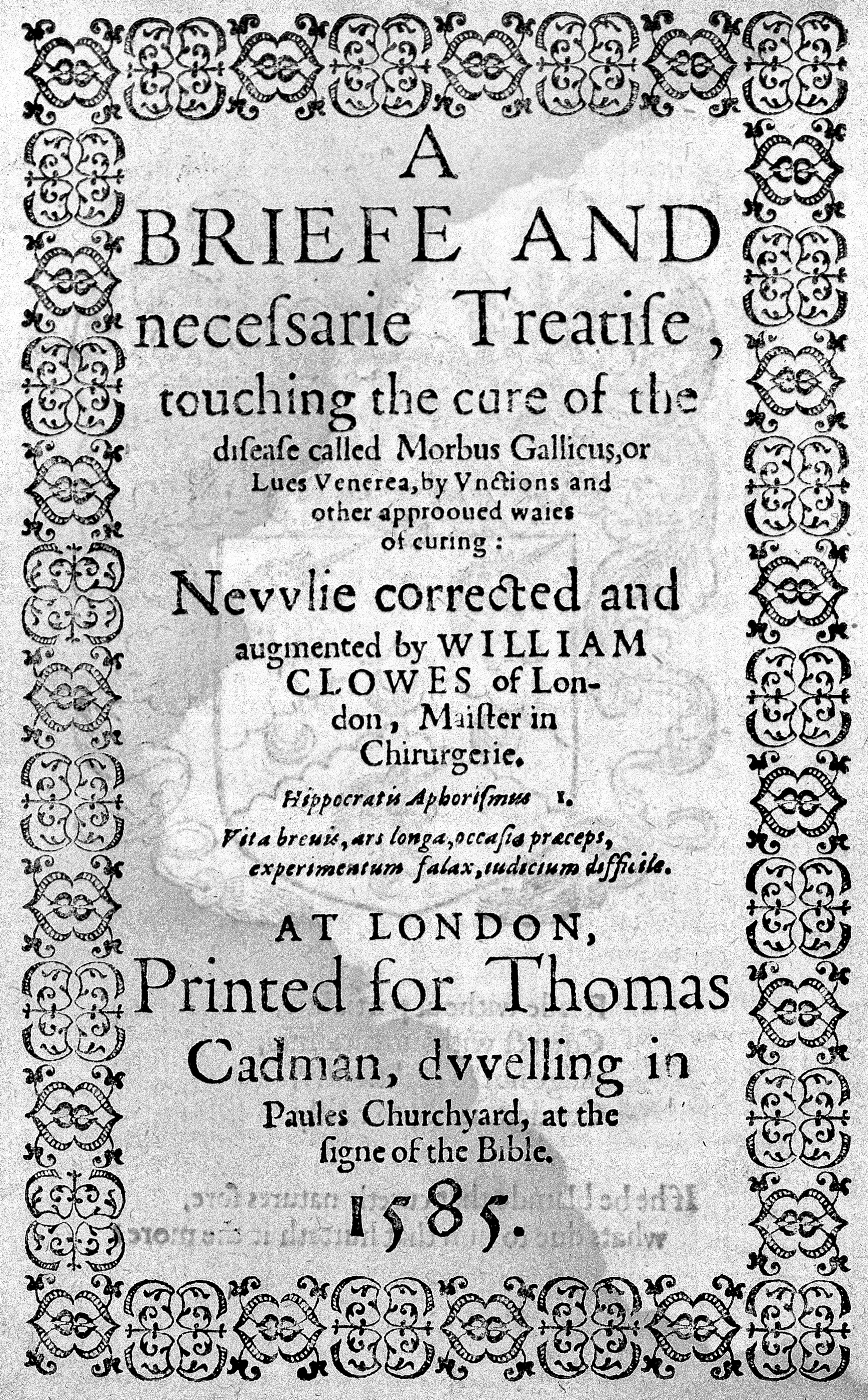
مؤلف بعنوان "موجز و أطروحة ماسّة" من كتابة ويليام كلويس.

كانت كتب كلويس في طليعة الكتابات الجراحية في العصر الإليزابيثي. جميعها باللغة الإنجليزية، وأحيانًا كانت مسهبة قليلًا، لكنها ليست مبهمة أبدًا. قرأ كثيرًا، وقيل إنه جعل الفاجعة تبدو وكأنها أمر اعتيادي أو شيء مسلم به، ومن كتبه الرئيسية أيضًا: تاغولثياس وغويدو وفيغو وكورساتينس، وقرأ لسبعة عشر مؤلف إنجليزي في الطب. لكنه وثق بملاحظاته، وروح الاستطلاع التي تتخلل صفحات كتبه ما يجعلها جميعًا مختلفة عن مصنفات السلطات التي يمكن إيجادها في أعمال معاصريه الجراحية بيكر وبانيستر. في عام 1579، نشر كتابه الأول. دي موربو غاليكو. وهو تجميع في الأساس، ويمكن إيجاد أفضل ملاحظاته هنا وهناك في أعماله اللاحقة.
تمتلئ كتبه بصور من الحياة اليومية في عهد الملكة إليزابيث، مثل كتاب المزاولة المثبتة لجميع الجراحين اليافعين (لندن، 1591) وبحث حول تضخم الغدة الدرقية. استُدعي لمعالجة تاجر أقمشة من الشمال كسر اللصوص قدمه على بعد ميلين خارج لندن، ولمعالجة رجل آخر أُصيب في انهيار منصة عرض للعبة اصطياد الدببة، ومريض آخر يعمل رجل حراسة ثُقبت قدمه بسهم، ومريض خامس كان أحد بحارة السير فرانسيس دريك أُصيب بسهم مسمم على شاطئ البرازيل، وكان المريض السادس تاجرًا أُصيب من قرصان على سفينته عند مصب نهر التايمز. لم يبالِ كلويس بالانتقادات كثيرًا، ولكنه تحدث بسخاء عن معاصري مهنته من الجراحين الذين التقى بهم في المشاورات: غودراوس، وبانيستر، وبيدون، وجورج بيكر، وجون جيرارد، ورودريغو لوبيز، وهنري واتون، والطبيب فوستر، والطبيب راندال، وميستر راسيس جراح الملك الفرنسي.
لم يُخفِ أمر امتلاكه لعلاجات سرية -مثل «مرهمي» و«بلسمي» و«من مجموعتي»- لكنه لم يعقد صفقات تخص العلاجات، ولم يعامل المرضى كما فعل بعض الجراحين في ذلك الوقت، وكان يقدم روايات مسلية حول لقاءاته مع الدجالين، ويتفاخر بنفسه دائمًا بتصرفه كما لو أنه فنان حقيقي. صور حوض الحلاقة بين أدواته للجراحة، وقيل إنه كان محنطًا ماهرًا للجثث الميتة، وكان يعرف جيدًا بالمزاولة كيفية لف الضماد المشمع.
أظهر معرفة كبيرة بالأمثال إلى جانب الإنجليزية العامية، ومعرفة وافية باللغتين الفرنسية واللاتينية. طُبعت جميع كتبه في لندن بأحرف سوداء رباعية، وهي:
- دي موربو غاليكو، 1579. بحث في العلامات الفرنسية أو الإسبانية، بواسطة جون ألمينار، 1591، كان طبعة جديدة.
- المزاولة المثبتة لجميع الجراحين اليافعين، والجراح  التي تصنعها الطلقة النارية والسيف والمطرد والرمح وأخرى من هذا القبيل، 1591. كتاب ذو منفعة وضرورة للملاحظات، 1596، كان طبعة جديدة.
- بحث مثمر ومُثبت حول الترياق الصناعي لتضخم الغدة الدرقية، عالج ملوك وملكات إنجلترا، 1602.

في عام 1637، نُشرت الطبعات المعادة من كتابي دي موربو غاليكو و كتاب ذو منفعة وضرورة للملاحظات. طُبعت رسائله في كتاب بانيستر أنتيدوتاري (1589)، وفي كتاب الجراحة لبيتر لوي (1597).